# La Drôme Classic 2021
De 9e editie van de wielerwedstrijd La Drôme Classic werd gehouden op 28 februari 2021. De start en finish waren in Eurre. De wedstrijd maakte deel uit van de UCI ProSeries, in de categorie 1.Pro. In 2020 won de Australiër Simon Clarke. Deze editie werd gewonnen door de Italiaan Andrea Bagioli.

## Deelnemende ploegen
| WorldTour                          | ProContinentaal            | Continentaal                    |
| ---------------------------------- | -------------------------- | ------------------------------- |
| AG2R Citroën Team                  | Alpecin-Fenix              | Saint Michel-Auber 93           |
| Astana-Premier Tech                | B&B Hotels p/b KTM         | Swiss Racing Academy            |
| Cofidis, Solutions Crédits         | Bingoal-Wallonie Bruxelles | Xelliss-Roubaix Lille Métropole |
| Deceuninck–Quick-Step              | Caja Rural-Seguros RGA     |                                 |
| EF Education-Nippo                 | DELKO                      |                                 |
| Groupama-FDJ                       | Team Arkéa Samsic          |                                 |
| Israel Start-Up Nation             | Team Total Direct Energie  |                                 |
| Intermarché-Wanty-Gobert Matériaux |                            |                                 |
| Team Qhubeka-ASSOS                 |                            |                                 |
| Trek-Segafredo                     |                            |                                 |
| UAE Team Emirates                  |                            |                                 |

## Uitslag
| La Drôme Classic 2021 |                       |                                    |          |
| Plaats                | Naam                  | Ploeg                              | Tijd     |
| Winnaar               | Andrea Bagioli        | Deceuninck–Quick-Step              | 4u23'18" |
| 2                     | Daryl Impey           | Israel Start-Up Nation             | + 11"    |
| 3                     | Mikkel Frølich Honoré | Deceuninck–Quick-Step              | z.t.     |
| 4                     | Julien Simon          | Team Total Direct Energie          | z.t.     |
| 5                     | Simon Clarke          | Team Qhubeka-ASSOS                 | z.t.     |
| 6                     | Dorian Godon          | AG2R Citroën Team                  | z.t.     |
| 7                     | Biniam Girmay Hailu   | DELKO                              | z.t.     |
| 8                     | Cyril Gautier         | B&B Hotels p/b KTM                 | z.t.     |
| 9                     | Warren Barguil        | Team Arkéa Samsic                  | z.t.     |
| 10                    | Petr Vakoč            | Alpecin-Fenix                      | z.t.     |
|                       |                       |                                    |          |
| 15                    | Jan Bakelants         | Intermarché-Wanty-Gobert Matériaux | + 11"    |
| 57                    | Maurits Lammertink    | Intermarché-Wanty-Gobert Matériaux | 4'29"    |

2013 · 2014 · 2015 · 2016 · 2017 · 2018 · 2019 · 2020 · 2021 · 2022 · 2023 · 2024 · 2025